# Heterodonta
Die Heterodonta (Verschiedenzähner oder auch Wechselzähnige Muscheln auf Deutsch genannt) sind eine Großgruppe der Muscheln (Bivalvia), die in den neueren Klassifikationen als Überordnung innerhalb der Autolamellibranchiata geführt wird. Es handelt sich um eine große, sehr diverse und in vielen Lebensräumen vorkommende Muschelgruppe. Sie gilt als die Schwestergruppe der Palaeoheterodonta. Die ersten Muscheln, die dieser Gruppe zugerechnet werden können erscheinen im Mittleren Ordovizium.

## Charakterisierung
Die Gehäuse der Heterodonta sind sehr vielgestaltig. Sie können gleichklappig (bilateral-symmetrisch), ungleichklappig (asymmetrisch) bis aberrant sein (z. B. Hippuritoida). Die Schalen sind aragonitisch mit kreuzlamellaren oder prismatischen Mikrostrukturen. Es kommen keine perlmuttrigen Mikrostrukturen vor. Bei den Hippuritoida werden auf die äußere prismatische Schicht Lagen mit fibrös-prismatischen Kalzit-Kristallen aufgelagert. Das Schloss ist ursprünglich heterodont, kann jedoch auch stark vergrößert (pachydont) oder reduziert sein; oder auch in ein desmodontes Schloss umgestaltet sein. Das Ligament ist extern.
Die Heterodonta sind isomyar, d. h. die beiden Schließmuskeln sind annähernd gleich groß, anisomyar (ungleich groß) oder monomyar, d. h. die ursprünglich zwei Schließmuskeln sind zu einem Schließmuskel verschmolzen.
Der Fuß ist in der Regel gut entwickelt, in einigen Taxa kann er auch reduziert sein. Er dient in der Regel zum Graben, Kriechen und seltener auch zum Bohren. Die Siphonen können bei grabenden Formen recht groß sein. Die Kiemen sind eulamellibranchiat.

## Lebensweise
Die Heterodonta sind überwiegend marin lebende Muscheln, die sich eine sehr breite Palette von Lebensräumen erschlossen haben. Einige wenige Überfamilien sind auch ins Brack- und Süßwasser vorgedrungen. Andere Formen wurden erst kürzlich in der Nähe von sog. Schwarzen Rauchern in der Tiefsee entdeckt. Es kommen Formen vor, die sich unterschiedlich tief in Weichsedimente eingraben, in Hartsubstraten bohren, mit einer kelchartigen Klappe festgewachsen sind und vermutlich in Symbiose mit Algen lebten (Hippuritoida), die Schale fast völlig reduziert und wie Nacktschnecken herumkriechen. Die Heterodonta weisen innerhalb der Muscheln wohl das größte Spektrum an Formen und Lebensweisen auf. Die meisten Arten ernähren sich „Muschel-typisch“ als Filtrierer. Daneben gibt es auch einige Formen, die Bakterien züchten. Die ausgestorbenen Hippuritoida haben sehr wahrscheinlich in Symbiose mit Photosynthese-treibenden Organismen gelebt.

## Systematik
Die Heterodonta werden in der Kladistik als die Schwestergruppe der Palaeoheterodonta betrachtet. Die Systematik hat sich in den neuesten Arbeiten insofern geändert, als die Überfamilie Carditoidea (Ordnung Venerida) auf Ordnungsrang gehoben wurde, während die frühere Überordnung Anomalodesmata auf Ordnungsniveau "degradiert" wurde. Dieser Rückstufung wird hier noch nicht gefolgt:
- Ordnung Cardiida Férussac, 1822
- Ordnung Carditida Dall, 1889 (diese Ordnung wird vom Zoological Record und der Mehrzahl der Malakologen noch nicht anerkannt, die Gruppe wird meist als Überfamilie der Ordnung Venerida geführt)
- Ordnung Myida Stoliczka, 1870
- Ordnung †Hippuritoida Newell, 1965
- Ordnung Venerida H. Adams & A. Adams, 1856
- (Ordnung Anomalodesmata Dall, 1889; diese Ordnung wird von den meisten Bearbeitern als Überordnung oder gar Unterklasse betrachtet. Harper et al. (2006) befürworten eine Rückstufung auf Ordnungsrang)